# Einar Thambarskelfir
Einar Thambarskelfir (Norvegia, 980 – Norvegia, 1050) è stato un militare norvegese che agì sulla scena politica norvegese nel corso dell'XI secolo mettendosi a capo della rivolta dei nobili contro re Olaf II di Norvegia. A Einar vengono fatti numerosi riferimento nell'Heimskringla di Snorri Sturluson e per quanto riguarda il suo cognome Thambarskelfir vengono date due spiegazioni radicalmente diverse. La prima suggerisce che derivi da tomb che può essere tradotto come corda tremante in riferimento alla sua abilità con l'arco, l'altra invece che esso nasca da tambr che significa ombelico e che si può quindi tradurre come ombelico tremolante in un riferimento poco lusinghiero alla sua struttura fisica.

## Biografia
Einar Thambarskelfir era figlio di Eindride un ricco e potente agricoltore dell'epoca vichinga che viveva nei pressi di Melhus. Una volta adulto Einar divenne lo Jarl e il capo della comunità di Husaby, nell'odierna Svezia, riuscendo col tempo a divenire un potente signore della guerra con un esercito proprio. Einar discendeva dagli Jarl di Lade, una delle famiglie più influenti dell'epoca vichinga ed egli fa il suo debutto nelle saghe e nell'arena politica quando combatte alla Battaglia di Svolder nell'anno 1000 dove si schiera dalla parte del perdente Olaf I di Norvegia. È in quest'occasione che Snorri Sturluson ne traccia il ritratto in un passaggio della sua opera, l'Heimskringla:
Einar Thambarskelfir, uno dei più lesti tiratori d'arco, era presso l'albero e scagliava frecce con il suo arco e da lì egli colpì il conte Eirik [...], questi quindi disse ad un uomo chiamato Fin [...] "Colpisci l'uomo che sta presso l'albero" Fin scoccò e la sua freccia colpì l'arco di Einar nel mezzo proprio mentre Einar lo stava estraendo e lo spezzò in due. "Che cosa succede?" urlò Olaf "che cosa si rompe con quel suono?" "La Norvegia, Sire, dalle tue mani" rispose Einar. "No!" disse il re "prendi il mio arco e scocca" e così dicendo gli tirò il proprio arco. Einar lo prese e provò a incoccarvi la freccia "Troppo debole, troppo debole" egli disse "per l'arco di un re possente" e gettando l'arco a lato estrasse la spada e lo scudo e combatté con valore.
Re Olaf scomparve nel corso di quella sanguinosa battaglia e il suo corpo non venne più ritrovato, Einar invece sopravvisse e trascorse i decenni successivi a muoversi entro le mutevoli acque della politica. Egli insieme a Erling Skjalgsson appoggiò lo Jarl di Lade Sveinn Hákonarson contro Olaf II di Norvegia combattendo contro di lui alla Battaglia di Nesjar del 1016. Quale conseguenza di quello scontro Sveinn dovette lasciare il paese e mentre Erling si trovò a doversi unire ad Olaf in una penosa alleanza Einar decise di sfilarsi. Egli fece ritorno a Melhus e rimase un fermo oppositore del re e aspettò fino a quando i danesi nel 1028 non si fecero avanti per detronizzarlo ed egli si alleò con loro. Nonostante il suo supporto Einar non si unì all'esercito che combatté alla Battaglia di Stiklestad, questa sua assenza fu più causata dal fato che dal calcolo, quando infatti si seppe che Olaf era presente nella zona di Trøndelag Einar era in Inghilterra per una visita a Canuto I d'Inghilterra. In ogni caso questa sua mossa fu in seguito ripagata in pieno.
Dopo la vittoria, e soprattutto dopo la morte di Olaf perito in battaglia, in Norvegia si diffuse l'idea che Canuto avrebbe messo quale viceré del paese uno di loro ed Einar sentì che doveva essere il prescelto giacché era il più antico oppositore del defunto sovrano. Canuto fece invece un'altra scelta e puntò su suo figlio Svein di Norvegia e ponendo quale reggente di fatto la moglie Ælfgifu di Northampton.
Durante la reggenza di Svein e della madre Einar sentì che la pressione su di lui era crescente e in quell'occasione fece il suo colpo politico più magistrale. Egli si mise in viaggio raggiungendo la regione di Garðaríki dove trovò il figlio illegittimo di Olaf, Magnus che all'epoca era ancora un ragazzo e riuscì ad allearsi con Kálfr Árnason (990circa-1051) che era stato uno dei comandanti di Canuto. A quel punto Einar si fece mediatore perché venisse raggiunto un accordo fra il giovane Magnus e Canuto di Danimarca, il nuovo re di Danimarca nonché figlio di Canuto.
A quel punto Einar entrò nella stretta cerchia di chi governava per il giovane Magnus raggiungendo vette di potere che non avrebbe mai toccato se, anni prima, avesse combattuto per Olaf a Stiklestad. D'altro canto due nobili che invece lo avevano fatto, Thorir Hund e Kalv Arnesson precipitarono presto nell'oblio e il primo fu addirittura costretto a recarsi a Gerusalemme per chiedere perdono della morte di Olaf che intanto stava elevandosi agli onori degli altari. Mentre Magnus cresceva cresceva anche la sua presa attorno alla corona, nonostante questo Einar rimase a lungo un uomo di una certa rilevanza alla sua corte.
Nel 1045 tuttavia la sua fortuna si esaurì. In quel periodo Harald di Norvegia, fratellastro di Olaf e quindi zio di Magnus, tornò dal lungo esilio che era seguito alla disfatta del 1030 portando con sé una vasta fortuna che aveva accumulato mentre faceva il comandante militare a Bisanzio. Secondo le leggi di successione volute anni prima da Harald I di Norvegia Harald aveva più di un motivo per reclamare la corona, reclamo che egli non esitò a portare avanti. Temendo che il potere economico di Harald potesse essere facilmente convertito in potere militare Magnus, contro il parere di Einar, acconsentì a che egli governasse la Norvegia insieme a lui a partire dal tardo 1046. L'anno dopo Magnus morì e Harald divenne il solo sovrano con il nome di Harald III di Norvegia.
Egli era determinato a centralizzare il potere e si dimostrò scarsamente paziente nei confronti delle beghe dei nobili e dei capi dei contadini. Per questo motivo Harald era destinato a scontrarsi con l'altrettanto risoluto Einar, il conflitto che ne derivò minacciò di sfociare in una guerra civile ed Einar iniziò a mettere insieme un esercito di paesani che già si rivoltavano contro il tirannico ed energico Harald. Prima che l'opera fosse completata parve che il re volesse tornare sui propri passi e cercò una riconciliazione e chiese ad Einar di incontrarlo presso una fattoria a Nidaros così che potessero trovare un accordo. Harald tuttavia non cercava la pace, anzi credeva che Einar andasse eliminato prima che il suo potere crescesse ulteriormente, così quando Einar insieme al figlio Eindride giunsero a destinazione vennero assassinati.
Con la sua morte, avvenuta attorno al 1050 gli Jarl di Lade cessarono di avere un ruolo politico di alto livello.